# 庄村 (岡山県)
庄村（しょうそん）は、かつて岡山県都窪郡にあった村である。1971年（昭和46年）3月8日に倉敷市に編入され廃止された。現在は同市の庄地区となっている。

## 行政

### 旧村役場
1889年（明治22年）6月1日、町村制施行時に、上東字才ノ後の一民家を買収して、役場を設置した。その後、幾度かの改良が加えられ拡張していくも、1971年の合併前後より中古建屋の買収後、すでに80年余りによる老朽化が著しくなってきていた。また、合併後の行政事務量拡大も予測されていたために、さらに拡張するにも南北に抜ける村道沿いに並ぶ、左側の店舗と右側の駐在所に挟まれ、建屋の裏側（東側）沿いには用水路があるために、ある意味、四方を何らかで囲まれた当時の敷地内での増築は、すでに限界に達していた。このために、建屋東側用水路後方の農地を買収し、『庄村役場の新庁舎』として、移転して開所した。
倉敷市に合併後、新庁舎は庄支所として使用されている。また、現在は西尾地区にある庄駐在所は、現新庁舎敷地入り口の手前広場内、庁舎に向かって右側にあるガードレールで囲まれた6台分の外側駐車地（横断歩道の前）と、さらに右側に続く駐車場と川沿いとの間に設けられている、東向け道路入り口に跨って設置されていた。1975年当時、庄地区の北側の「庄パークヒルズ」（現、庄新町地区）では、すでに大規模な分譲が始まっていたものの、庄支所前の横断歩道反対側から西側方向に続いている小中学校は、一切の拡張なども変わりもなかった。しかし、その後の人口急増問題（※「#増える人口問題」も参照）に伴い、新設された松島交番との管轄分けにより、現在地へ移転となった。

### 歴代村長
| 代 | 氏名       | 就任年月日       | 備考                                  |
| -- | ---------- | ---------------- | ------------------------------------- |
| 初 | 内田泰造   | 明治22年7月15日  |                                       |
| 2  | 内田泰造   | 明治26年7月13日  |                                       |
| 3  | 内田泰造   | 明治30年7月10日  |                                       |
| 4  | 内田泰造   | 明治34年7月3日   |                                       |
| 5  | 内田弥太郎 | 明治35年10月5日  |                                       |
| 6  | 内田弥太郎 | 明治39年10月3日  |                                       |
| 7  | 内田弥太郎 | 明治43年10月1日  |                                       |
| 8  | 内田弥太郎 | 大正3年8月27日   |                                       |
| 9  | 内田弥太郎 | 大正4年9月8日    |                                       |
| 10 | 内田弥太郎 | 大正8年9月27日   |                                       |
| 11 | 内田弥太郎 | 大正12年9月27日  |                                       |
| 12 | 内田弥太郎 | 昭和2年9月28日   |                                       |
| 13 | 内田弥太郎 | 昭和6年9月28日   |                                       |
| 14 | 内田善介   | 昭和8年9月26日   |                                       |
| 15 | 内田善介   | 昭和12年9月13日  |                                       |
| 16 | 内田善介   | 昭和16年9月13日  |                                       |
| 17 | 難波晴太郎 | 昭和20年10月16日 |                                       |
| 18 | 難波晴太郎 | 昭和22年4月5日   |                                       |
| 19 | 難波晴太郎 | 昭和26年4月23日  |                                       |
| 20 | 平野茂武   | 昭和30年4月30日  |                                       |
| 21 | 小山真三郎 | 昭和34年4月30日  |                                       |
| 23 | 小山真三郎 | 昭和38年4月30日  |                                       |
| 24 | 小山真三郎 | 昭和42年4月30日  | 昭和46年3月8日 庄村が倉敷市へ編入合併 |

### 歴代助役
| 代 | 氏名                  | 就任年月日       | 備考                                  |
| -- | --------------------- | ---------------- | ------------------------------------- |
| 初 | 平松明治              | 明治22年9月7日   |                                       |
| 2  | 平松明治              | 明治26年9月5日   |                                       |
| 3  | 犬飼源太郎            | 明治26年9月5日   |                                       |
| 4  | 犬飼源太郎            | 明治30年10月1日  |                                       |
| 5  | 中村偕三郎            | 明治31年11月18日 |                                       |
| 6  | 中村偕三郎            | 明治33年4月1日   |                                       |
| 7  | 犬飼里十郎            | 明治35年4月18日  |                                       |
| 8  | 中村偕三郎 犬飼里十郎 | 明治39年4月13日  | 二人制                                |
| 9  | 犬飼里十郎            | 明治43年4月18日  |                                       |
| 10 | 平松玖馬太 内田孫六   | 明治45年4月6日   | 二人制                                |
| 11 | 平松玖馬太 内田孫六   | 大正5年3月31日   | 二人制                                |
| 12 | 平松玖馬太            | 大正9年4月8日    |                                       |
| 13 | 犬飼琴二              | 大正11年3月27日  |                                       |
| 14 | 犬飼琴二              | 大正15年4月2日   |                                       |
| 15 | 犬飼琴二              | 昭和5年3月28日   |                                       |
| 16 | 目黒文七              | 昭和5年9月20日   |                                       |
| 17 | 目黒文七              | 昭和9年9月25日   |                                       |
| 18 | 目黒文七              | 昭和13年9月13日  |                                       |
| 19 | 目黒文七              | 昭和17年9月29日  |                                       |
| 20 | 森田寿治              | 昭和21年4月30日  |                                       |
| 21 | 森田寿治              | 昭和25年4月24日  |                                       |
| 22 | 森田寿治              | 昭和29年4月19日  |                                       |
| 23 | 三宅尚                | 昭和33年5月1日   |                                       |
| 24 | 三宅尚                | 昭和37年5月1日   |                                       |
| 25 | 三宅尚                | 昭和41年5月1日   |                                       |
| 26 | 三宅尚                | 昭和45年5月1日   | 昭和46年3月8日 庄村が倉敷市へ編入合併 |

### 歴代収入役
| 代 | 氏名       | 就任年月日       | 備考                                  |
| -- | ---------- | ---------------- | ------------------------------------- |
| 初 | 内田弥太郎 | 明治22年8月10日  |                                       |
| 2  | 中村祥三   | 明治23年10月31日 |                                       |
| 3  | 中村祥三   | 明治27年11月1日  |                                       |
| 4  | 中村祥三   | 明治31年11月1日  |                                       |
| 5  | 難波九一郎 | 明治35年10月23日 |                                       |
| 6  | 難波九一郎 | 明治39年10月18日 |                                       |
| 7  | 難波九一郎 | 明治43年10月1日  |                                       |
| 8  | 難波九一郎 | 大正3年10月21日  |                                       |
| 9  | 三宅治郎   | 大正7年8月13日   |                                       |
| 10 | 三宅治郎   | 大正11年8月10日  |                                       |
| 11 | 三宅治郎   | 大正15年8月17日  |                                       |
| 12 | 三宅治郎   | 昭和5年8月11日   |                                       |
| 13 | 三宅治郎   | 昭和9年8月17日   |                                       |
| 14 | 三宅治郎   | 昭和13年8月17日  |                                       |
| 15 | 三宅治郎   | 昭和17年8月17日  |                                       |
| 16 | 森田寿治   | 昭和18年4月30日  |                                       |
| 17 | 平松斐太   | 昭和21年5月4日   |                                       |
| 18 | 平松斐太   | 昭和25年4月29日  |                                       |
| 19 | 平松斐太   | 昭和29年4月19日  |                                       |
| 20 | 坪井富貴雄 | 昭和33年5月1日   |                                       |
| 21 | 坪井富貴雄 | 昭和37年4月23日  |                                       |
| 22 | 内田泰助   | 昭和40年1月29日  |                                       |
| 22 | 内田泰助   | 昭和44年1月29日  | 昭和46年3月8日 庄村が倉敷市へ編入合併 |

### 歴代村議会議長・副議長
昭和22年4月の地方自治法施行以降を記す。
| 議長氏名   | 副議長氏名 | 就任年月日      | 備考                                  |
| ---------- | ---------- | --------------- | ------------------------------------- |
| 真辺近治   | 山崎益治   |                 |                                       |
| 赤木一太   | 多田幾二   | 昭和22年4月30日 |                                       |
| 井上寛一   | 千田左馬雄 | 昭和26年4月23日 |                                       |
| 秋山泰蔵   | 吉田謙三   | 昭和30年4月30日 |                                       |
| 小野美能吉 | 小田吉治   | 昭和34年4月30日 |                                       |
| 小田吉治   | 内田圭雄   | 昭和38年4月30日 |                                       |
| 小田吉治   | 板谷寅夫   | 昭和42年4月30日 | 昭和46年3月8日 庄村が倉敷市へ編入合併 |